# Dominic Oduro
Dominic Oduro (* 13. August 1985 in Accra, Ghana) ist ein ghanaischer Fußballspieler, der derzeit bei San Jose Earthquakes in der nordamerikanischen Major League Soccer unter Vertrag steht. Er wird meist als Stürmer oder aber als rechter Mittelfeldspieler eingesetzt.

## Karriere

### Jugend und Amateurfußball
Oduro begann seine aktive Karriere als Fußballspieler im Jahre 1999 am Prempeh College in Kumasi, Ghana, wo er bis 2000 im dortigen Fußballteam zum Einsatz kam. Auch an der Universität von Ghana, die er von 2001 bis 2003 besuchte, spielte er Fußball. Im Jahre 2004 kam Oduro von Ghana in die Vereinigten Staaten, nachdem ihn der Trainer der Fußballmannschaft an der Virginia Commonwealth University bei einem Spiel beobachtet hatte. Wegen seiner Schulausbildung kam er noch in demselben Jahr in die USA.
An der Universität kam er von 2004 bis 2005 in 41 absolvierten Spielen auf eine Bilanz von insgesamt 18 Toren und fünf Assists. Sein stärkstes Jahr war hierbei mit Sicherheit das Jahr 2004, in dem Oduro gleich 16 Treffer erzielte und wegen dieses Erfolgs auch als CAA Player of the Year ausgezeichnet wurde. Weiters kam er im Jahre 2005 mit den Rams ins Viertelfinale der NCAA Men’s Soccer Championship, das erste Mal in der Geschichte der Universitätsfußballmannschaft.
Nach der College-Saison spielte Oduro für einige Zeit in der USL Premier Development League für die Richmond Kickers Future. Für die Kickers erzielte er in nur 13 Spielen 16 Tore.

### Vereinskarriere

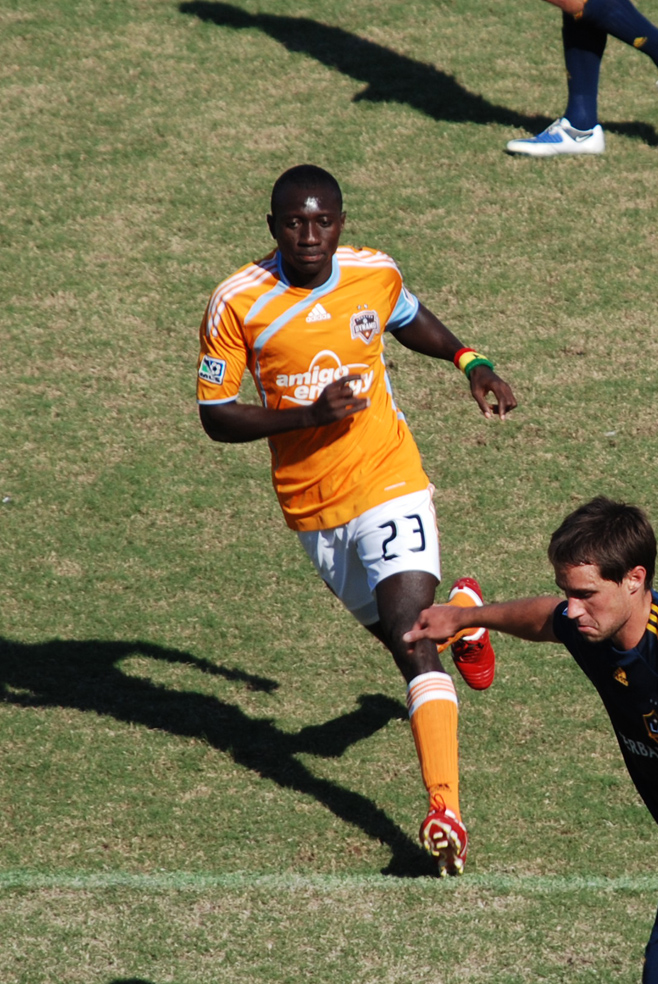
Dominic Oduro im Dress von Houston Dynamo

Im MLS SuperDraft 2006 wurde Oduro in der zweiten Runde als 22. Pick zum FC Dallas transferiert. Sein Debüt in der höchsten nordamerikanischen Spielklasse feierte Oduro am 28. Juni 2006, als er für Kenny Cooper ins Spiel kam. Seinen ersten Treffer für die Texaner erzielte er nur wenige Tage später am 8. Juli beim Spiel gegen die New York Red Bulls. Beim FC Dallas glänzte Oduro vielfach als schneller und engagierter Stürmer, wurde aber trotz dieses Vorteils gegenüber manch anderem Spieler zumeist erst in der zweiten Spielhälfte eingesetzt. Insgesamt stand Oduro von 2006 bis zu seinem Abgang 2009 in 70 Spielen für den FC Dallas auf dem Rasen und kam dabei auf neun Treffer. In seiner letzten Saison, der Saison 2008, konnte er dem Franchise bei 25 absolvierten Meisterschaftseinsätzen fünf Tore beisteuern.

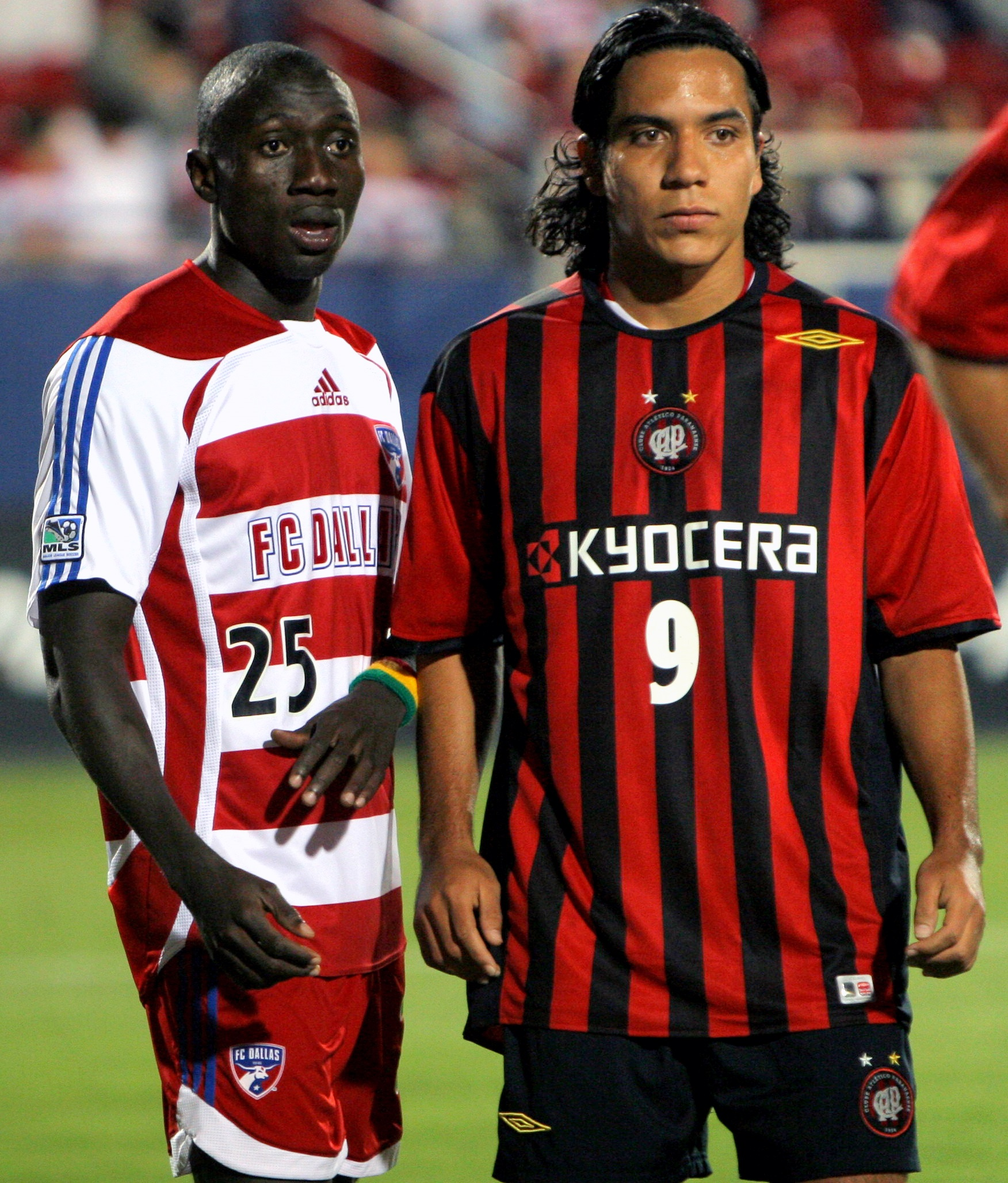
Oduro (im Dress von Dallas) und Ricardinho erwarten einen Eckstoß

Am 12. Januar 2009 wurde Oduro zu den New York Red Bulls abgegeben. Im Gegenzug kam der niederländische Fußballspieler Dave van den Bergh von New York zum FC Dallas.
Nach nur drei absolvierten Spielen wurde Oduro während der laufenden Saison am 27. Mai 2009 zu Houston Dynamo transferiert. Als Gegenleistung bekamen die New York Red Bulls von den Texanern zwei Draft-Picks für die erste Runde des MLS SuperDraft 2010 und für die zweite Runde des MLS SuperDraft 2011.
Nach der Saison 2010 versuchte Oduro, in Europa einen neuen Verein zu finden. Nachdem er keinen geeigneten Verein finden konnte, unterzeichnete am 2. März 2011 einen neuen Vertrag bei Houston Dynamo. Nachdem er im ersten Spiel der Saison 2011 nicht zum Einsatz gekommen war, wurde er am 23. März 2011 gegen Calen Carr von Chicago Fire getauscht. Bei Chicago gab er sein Debüt am 26. März 2011, als er in der 89. Minute für Diego Cháves eingewechselt wurde.
Nach zwei Spielzeiten in Chicago, wo er 18 Tore erzielte, wechselte Oduro am 1. Februar 2013 zur Columbus Crew. Anderthalb Jahre später nahm der FC Toronto ihn unter Vertrag. Beim FC Toronto kam Oduro in 24 Ligaspielen zum Einsatz, dabei gelangen ihm zwei Tore.
Am 27. Januar 2015 wechselte er zum kanadischen Ligakonkurrenten Montreal Impact. Der FC Toronto erhielt für den Wechsel eine Ablösesumme. Sein erstes Spiel für Impact bestritt Oduro am 7. März 2015 im Spiel gegen DC United, als er kurz vor Spielende eingewechselt worden ist. Sein erstes Tor erzielte er zwei Monate später gegen die Portland Timbers.

## Nationalmannschaft
Oduro konnte im Jahre 2007 bereits Erfahrung in der U23-Auswahl seines Heimatlandes Ghana sammeln. Am 26. Februar 2012 wurde er in den Kader ghanaischen Fußballnationalmannschaft für ein Freundschaftsspiel gegen Chile berufen. Somit gab er sein Debüt für die Black Stars am 29. Februar 2012. Das Spiel wurde im PPL Park in Chester, Pennsylvania ausgetragen.

## Erfolge
CAA Player of the Year
2004